# Tonneville
Tonnevilleés un municipi delegat francès al departament de la Manche (regió de Normandia). L'1 de gener de 2017 va fusionar amb el municipi nou de La Hague. L'any 2007 tenia 642 habitants.

## Demografia

### Població
El 2007 la població de fet de Tonneville era de 642 persones. Hi havia 226 famílies de les quals 28 eren unipersonals (12 homes vivint sols i 16 dones vivint soles), 71 parelles sense fills, 119 parelles amb fills i 8 famílies monoparentals amb fills.
La població ha evolucionat segons el següent gràfic:
Habitants censats

### Habitatges
El 2007 hi havia 232 habitatges, 224 eren l'habitatge principal de la família, 4 eren segones residències i 4 estaven desocupats. 223 eren cases i 9 eren apartaments. Dels 224 habitatges principals, 181 estaven ocupats pels seus propietaris, 39 estaven llogats i ocupats pels llogaters i 4 estaven cedits a títol gratuït; 1 tenia dues cambres, 19 en tenien tres, 50 en tenien quatre i 155 en tenien cinc o més. 190 habitatges disposaven pel capbaix d'una plaça de pàrquing. A 58 habitatges hi havia un automòbil i a 159 n'hi havia dos o més.

### Piràmide de població
La piràmide de població per edats i sexe el 2009 era:
| Homes | Edats   | Dones |
| ----- | ------- | ----- |
| 0     | 95 o +  | 0     |
| 0     | 90 a 94 | 0     |
| 0     | 85 a 89 | 4     |
| 0     | 80 a 84 | 0     |
| 4     | 75 a 79 | 0     |
| 4     | 70 a 74 | 0     |
| 16    | 65 a 69 | 12    |
| 16    | 60 a 64 | 8     |
| 12    | 55 a 59 | 8     |
| 24    | 50 a 54 | 24    |
| 20    | 45 a 49 | 28    |
| 28    | 40 a 44 | 16    |
| 44    | 35 a 39 | 40    |
| 20    | 30 a 34 | 28    |
| 0     | 25 a 29 | 8     |
| 4     | 20 a 24 | 12    |
| 20    | 15 a 19 | 20    |
| 32    | 10 a 14 | 44    |
| 48    | 5 a 9   | 32    |
| 8     | 0 a 4   | 20    |

## Economia
El 2007 la població en edat de treballar era de 441 persones, 316 eren actives i 125 eren inactives. De les 316 persones actives 292 estaven ocupades (156 homes i 136 dones) i 25 estaven aturades (9 homes i 16 dones). De les 125 persones inactives 43 estaven jubilades, 60 estaven estudiant i 22 estaven classificades com a «altres inactius».

### Ingressos
El 2009 a Tonneville hi havia 228 unitats fiscals que integraven 688,5 persones, la mediana anual d'ingressos fiscals per persona era de 20.737 €.

### Activitats econòmiques
Dels 6 establiments que hi havia el 2007, 2 eren d'empreses de construcció, 2 d'empreses de comerç i reparació d'automòbils, 1 d'una empresa de transport i 1 d'una empresa de serveis.
Dels 2 establiments de servei als particulars que hi havia el 2009, 1 era un guixaire pintor i 1 fusteria.
L'any 2000 a Tonneville hi havia 12 explotacions agrícoles que ocupaven un total de 312 hectàrees.

## Equipaments sanitaris i escolars
El 2009 hi havia una escola elemental.

## Poblacions més properes
El següent diagrama mostra les poblacions més properes.